# Eléa Gaba
Eléa Gaba (* 1. Februar 2001) ist eine deutsche Basketballspielerin.

## Werdegang
Die Tochter einer deutschen Mutter und eines aus Togo stammenden Vaters spielte beim BC Dresden und wechselte im Alter von zwölf Jahren ans Sportgymnasium Chemnitz. 2016 wurde sie mit der deutschen Auswahl Zweite bei der U16-Europameisterschaft, 2018 gewann sie mit Deutschland die U18-EM. Mit den ChemCats Chemnitz errang sie 2019 die deutsche U18-Meisterschaft und wurde als beste Spielerin der Endrunde um die deutsche Meisterschaft ausgezeichnet.
2019 nahm Gaba im Bundesstaat New York ein Studium an der University at Buffalo auf. Die 1,90 Meter große Innenspielerin bestritt bis 2022 insgesamt 59 Spiele für Buffallo und erzielte im Durchschnitt 5,2 Punkte sowie 2,9 Rebounds je Begegnung. Im Sommer 2022 wurde sie vom Bundesligisten Gisa Lions MBC verpflichtet.
Der USC Freiburg gab im September 2024 Gabas Verpflichtung bekannt.